# Benjamin Ayres
Benjamin James Ayres (Kamloops, Columbia Británica; 19 de enero de 1977) es un actor, director y fotógrafo canadiense, más conocido por su papel de Casper Jesperson, un adicto al tabaco y al sexo que está obsesionado con la muerte en la serie de televisión jPod de la cadena canadiense CBC, basado en el libro homónimo de Douglas Coupland. También está grabado la segunda temporada de Saving Hope de CTV. También suele aparecer en la serie Less Than Kind de la HBO Canadá, con el que fue nominado a un Canadian Screen Award.

## Televisión
| Fecha      | Título               | Papel                            | Notas                  |
| ---------- | -------------------- | -------------------------------- | ---------------------- |
| 2002       | Jeremiah             | Guard                            | 1 episodio             |
| 2003       | Stargate SG-1        | Muirios                          | 1 episodio             |
| 2004       | Still Life           | Remy                             | 1 episodio             |
| 2004       | The Collector        | The Devil                        | 1 episodio             |
| 2005       | Battlestar Galactica | Lt. George (Catman) Birch        | 1 episodio             |
| 2007       | Smallville           | Jason Bartlett                   | 5 episodios            |
| 2008       | jPod                 | Casper Jasperson (Cancer Cowboy) | 13 episodios           |
| 2008       | Psych                | Howie Tolkin                     | 1 episodio             |
| 2008       | Impact               | Bob Pierce                       | 2 episodios miniseries |
| 2008       | Diamonds             | Steve Dyson                      | 2 episodios miniseries |
| 2009       | Mistresses           | Carter Blackwell                 | "Piloto"               |
| 2009       | The Vampire Diaries  | Mr. William Tanner               | 3 episodios            |
| 2009–2011  | Dan for Mayor        | Mike Norman                      | 26 episodios           |
| 2009–2013  | Less Than Kind       | Eric Blake                       | 13 episodios           |
| 2011       | Combat Hospital      | Christian Bettany                | 1 episodio             |
| 2011       | Flashpoint           | Decklan Pownell                  | 1 episodio             |
| 2012-2013  | Saving Hope          | Dr. Zach Miller                  | 29 episodios           |
| 2014, 2016 | Bitten               | Jorge Sorrentino                 | 3 episodios            |
| 2021       | The Good Doctor      | Wyatt                            | 1 episodio             |

## Nominaciones
| Año  | Premio                 | Categoría                                 | Película/Serie |
| ---- | ---------------------- | ----------------------------------------- | -------------- |
| 2013 | Canadian Screen Awards | Mejor actuación masculina en comedia      | Less Than Kind |
| 2012 | Leo Awards             | Mejor actuación masculina en comedia      | Less Than Kind |
| 2011 | Canadian Comedy Awards | Mejor actuación televisiva                | Dan for Mayor  |
| 2010 | Gemini Award           | Mejor programa/serie de comedia           | Dan for Mayor  |
| 2008 | Leo Awards             | Mejor actor secundario masculino en drama | jPod           |